# Ларуайян, Жан
Жан Ларуайян (фр. Jean Laroyenne, 6 марта 1930 — 13 февраля 2009) — французский фехтовальщик, призёр Олимпийских игр.

## Биография
Родился в 1930 году в Лионе. В 1952 году стал бронзовым призёром Олимпийских игр в Хельсинки в командном первенстве на саблях. 